# Надірханли
Надірханли (азерб. Nadirxanlı) — село у Кельбаджарському районі Азербайджану. Село розташоване на лівому березі річки Трту, на ділянці дороги, що з'єднує райцентр Карвачар з трасою Мартакерт — Варденіс. Село розташоване за 13 км на північний схід від міста Карвачар, за 3 км на південний захід від траси Мартакерт — Варденіс, за 2 км на північний схід від села Нор Браджур, за 3 км на південний схід від села Шікакар та за 7 км на південний захід від села Єхеґнут.